# Autotypie

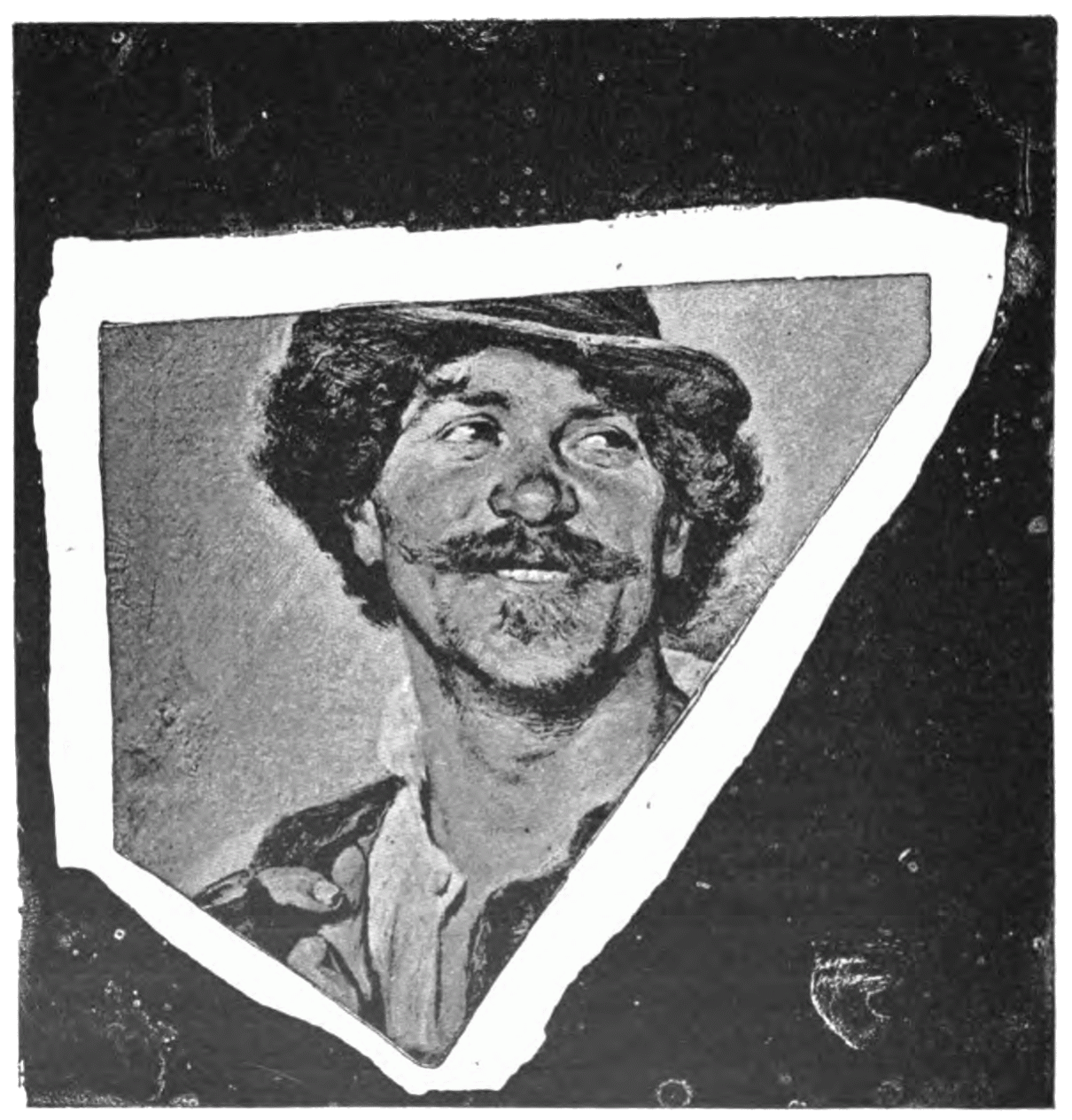
Erster Versuch der Autotypie von Georg Meisenbach nach den Patentunterlagen

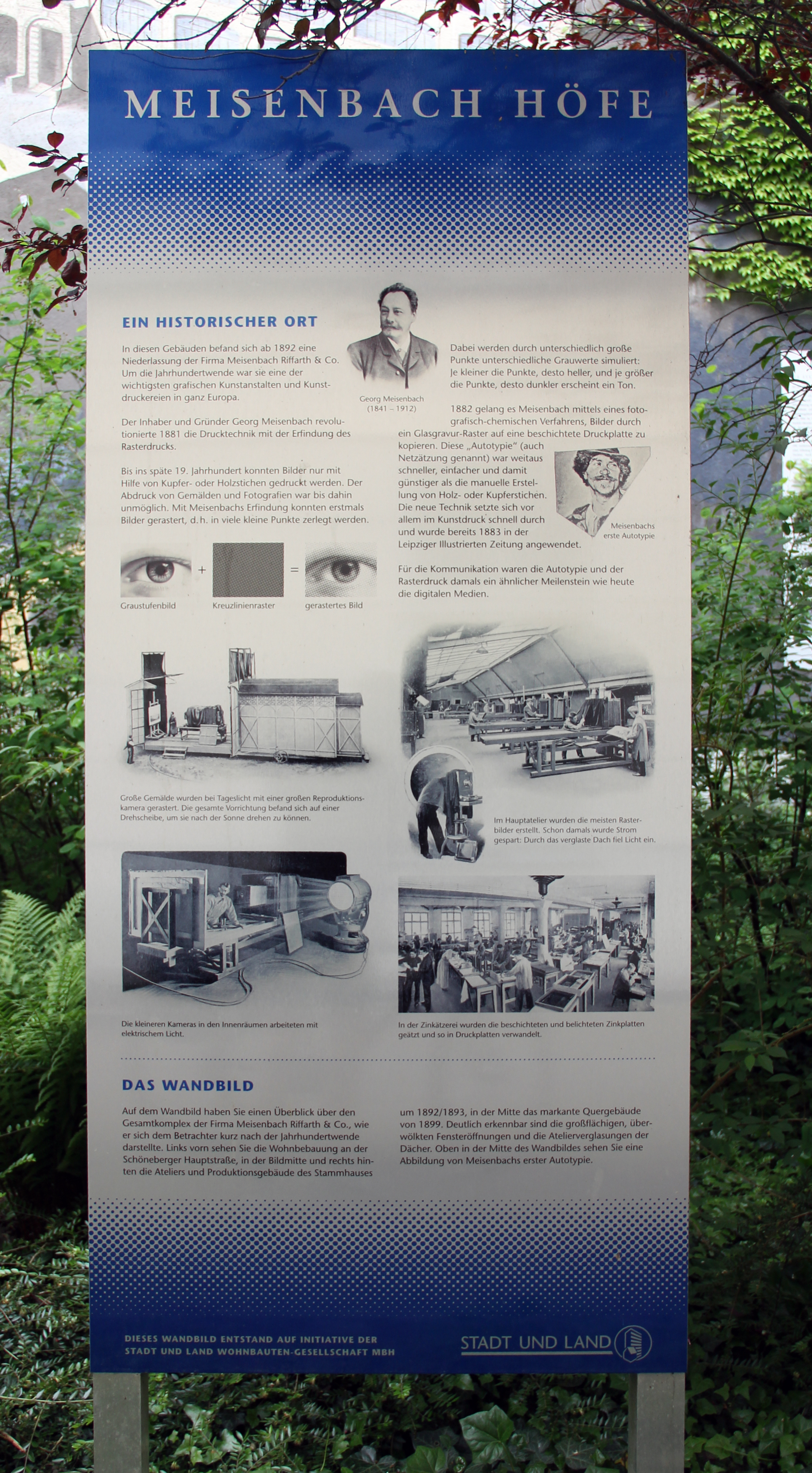
Gedenktafel, Hauptstraße 8 in Berlin-Schöneberg

Die Autotypie (deutsch etwa Selbstschrift), im Deutschen auch Netzätzung genannt, ist ein um 1880 von Georg Meisenbach in München entwickeltes fotografisches und chemisches Reproduktionsverfahren zur Herstellung von Klischees als Druckform für den Buchdruck. Nach der Verdrängung des Hochdrucks durch den Offsetdruck werden Autotypien heute nur noch selten angewendet.

## Geschichte
Die Autotypie wurde am 9. Mai 1882 als deutsches Reichspatent Nummer 22244 anerkannt. Dies geht auf einen Antrag der Autotype Company in München zurück. Als Erfinder ist Georg Meisenbach anzusehen, der in den Jahren 1881 und 1882 sein entwickeltes Verfahren verbesserte. 1884 gelang es seinem Geschäftspartner, dem Münchner Architekten Joseph von Schmaedel, eine Liniiermaschine zu konstruieren, mit der man feine Raster auf Glas gravieren konnte.
Die erste Autotypie in der Tagespresse erschien in den USA am 4. März 1880 im New York Daily Graphic (andere Quellen nennen den 21. Januar 1879 und die New York Tribune). In Deutschland erschien das erste gerasterte Foto, eine Abbildung einer Statuette als „Ehrengabe an das 2. bairische Infanterieregiment Kronprinz“, am 10. März 1883 in der Illustrirten Zeitung, die in Leipzig erschien. Die Autotypie löste den manuell hergestellten Holzstich bei der Wiedergabe von Illustration mittels Halbtonvorlagen, speziell von Fotos, ab.

## Technik
Die Zerlegung des Bildes in einzelne Rasterpunkte erfolgt durch einen Kreuzlinienraster, der in der Reproduktionskamera nahe dem Aufnahmematerial (Film, Platte mit steiler Gradation) angebracht ist, über den das zu reproduzierende Foto oder sonstige Halbtonvorlage in ein Rasternegativ verwandelt wird. Dieses Rasternegativ wird auf eine mit einer lichtempfindlichen Schicht versehene Metallplatte (im Allgemeinen eine 1,75 mm starke Zinkplatte) kopiert. Die später erhabenen (= druckenden) Teile sind durch die bei der Belichtung gehärtete, nun säurefeste Schicht geschützt. So werden in einem Bad mit verdünnter Salpetersäure nur die nicht druckenden Teile tiefer geätzt – die „abgedeckten“, höher stehenden druckenden Bildteile werden später während des Drucks bei jeder Umdrehung des Druckzylinders der Buchdruckpresse mit der Farbwalze eingefärbt, bevor dann das Papier zwischen „Zylinder“ und „Druckform“ durchgeführt wird. Die Größe der Rasterpunkte schwankt einerseits je nach hellen oder dunklen Bildpartien, im Technischen aber auch je nach Rasterweite (das ist die Anzahl von Rasterpunkten, die nebeneinander auf einen Zentimeter passen). In der Regel verwendet man für den Druck auf raue Papiere (Zeitungs-/Naturpapiere) einen groben Raster (etwa 36–48 Linien per cm), bei Feinpapieren (Kunstdruck-/Bilderdruckpapiere) einen feinen Raster (etwa 60 L/cm). Es gibt auch Autotypien aus Kunststoff, die im Auswaschverfahren hergestellt werden.